# Mittersheim
Mittersheim là một xã trong vùng Grand Est, thuộc tỉnh Moselle, quận Sarrebourg, tổng Fénétrange. Tọa độ địa lý của xã là 48° 51' vĩ độ bắc, 06° 56' kinh độ đông. Mittersheim nằm trên độ cao trung bình là 240 mét trên mực nước biển, có điểm thấp nhất là 221 mét và điểm cao nhất là 272 mét. Xã có diện tích 16,77 km², dân số vào thời điểm 2004 là 556 người; mật độ dân số là 32,9 người/km². Mittersheim nằm khoảng 16 km phía tây-bắc của Sarrebourg, thuộc Pháp từ năm 1766.

## Thông tin nhân khẩu
| 1962 | 1968 | 1975 | 1982 | 1990 | 1999 |
| ---- | ---- | ---- | ---- | ---- | ---- |
| 606  | 641  | 639  | 632  | 627  | 571  |